# ایه‌هیرو توکوگاوا
ایه‌هیرو توکوگاوا (انگلیسی: Iehiro Tokugawa؛ زادهٔ ۷ فوریهٔ ۱۹۶۵) منتقد، مترجم، اهالی کسب‌وکار، نویسنده، اقتصاددان، و کارشناس سیاسی اهل ژاپن است.